# Disfunción cricofaríngea retrógrada

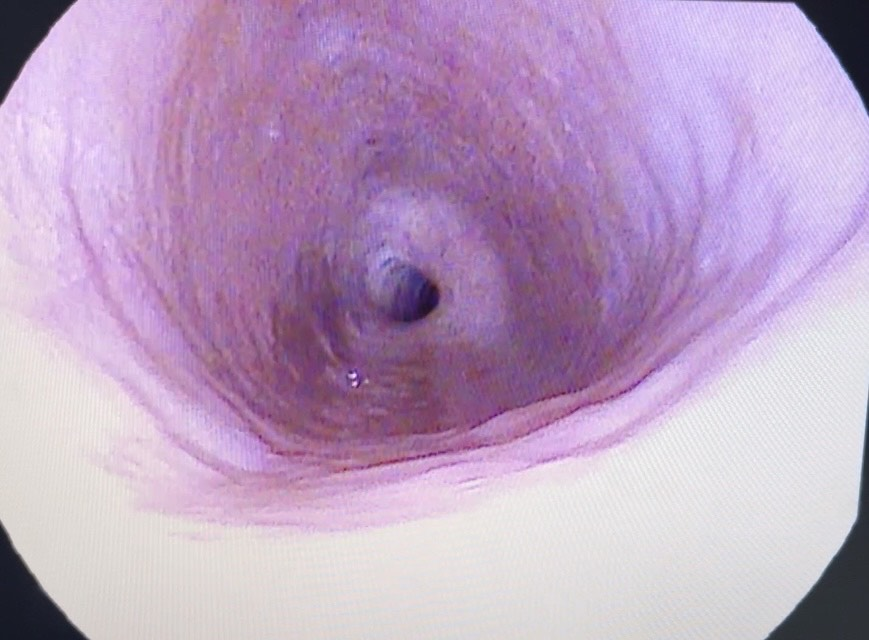
Un esófago distendido con aire atrapado en un sujeto con R-CPD. En las personas normales, el aire ingerido regresa al esófago. La vía neural que media los eructos dirige la apertura del esfínter esofágico superior en respuesta al llenado de aire esofágico; en la R-CPD este mecanismo falla y no hay apertura del esfínter esofágico superior. NB: Esta imagen fue tomada usando un telescopio rígido sin aire insuflado.

La disfunción retrógrada del cricofaríngeo (R-CPD, del inglés Retrograde cricopharyngeus dysfunction) es una afección médica identificada por primera vez por el gastroenterólogo Dr. Peter Kahrilas en 1987. Sin embargo, la condición comenzó a recibir más atención tras un informe publicado en 2019 por el cirujano otorrinolaringólogo Dr. Robert Bastian, que describía una tasa muy alta de alivio sintomático tras la inyección de toxina botulínica en el músculo cricofaríngeo. De manera singular, la conciencia sobre esta afección se ha difundido principalmente a través de los propios pacientes, más que de la comunidad médica, mediante numerosos foros en redes sociales. El conocimiento de esta condición entre los médicos de atención primaria y especialistas sigue siendo bajo, y los pacientes informan que deben buscar a especialistas familiarizados con la enfermedad y capaces de tratarla a través de investigaciones en línea..

## Síntomas
La afección se caracteriza por síntomas gastrointestinales crónicos relacionados con la retención excesiva de gases, que incluyen hinchazón abdominal con distensión, flatulencia, sonidos de gorgoteo audibles y malestar en el pecho y el abdomen. Algunas personas que padecen esta afección tampoco pueden vomitar o sólo pueden hacerlo con gran dificultad. En la mayoría de los casos, la incapacidad de eructar es un problema que dura toda la vida. La R-CPD tiene un impacto negativo significativo en la calidad de vida de los pacientes.

## Anatomía y fisiopatología
El músculo cricofaríngeo es el músculo principal que compone el esfínter esofágico superior (ESE). Es un músculo con forma de C y aspecto de correa, ubicado en la base de la garganta, detrás de la laringe. El UES rodea la abertura proximal (superior) del esófago. El esfínter esofágico superior tiene un tono residual que, de hecho, aumenta a medida que se estira y se abre.
La ingestión de aire al comer y beber es normal. Sin embargo, como el aire no puede ser absorbido por el tracto gastrointestinal, se expulsa principalmente a través de eructos. Una relajación transitoria del esfínter esofágico inferior permite que el aire tragado en el estómago suba al esófago, donde desencadena una relajación refleja y la apertura del esfínter esofágico inferior. En la R-CPD, todos los pasos de este 'reflejo de eructo' ocurren normalmente hasta el último; a pesar de la distensión gaseosa del esófago, el UES no se abre. Se cree que todos los síntomas de R-CPD ocurren debido a una expulsión fallida del aire tragado y, por consiguiente, a una acumulación de gas en todo el tracto gastrointestinal.

## Diagnóstico
Muchos pacientes con R-CPD han sufrido años de diagnóstico tardío y erróneo, y tratamientos empíricos infructuosos de trastornos gastrointestinales, entre ellos ERGE, aerofagia, disfunción de la vesícula biliar y SII. Los pacientes con R-CPD a menudo se someten a una batería de pruebas que incluyen nasoendoscopia, endoscopia gastrointestinal y deglución de bario, que casi siempre no son reveladoras.
En los casos en que los síntomas son clásicos de R-CPD, muchos especialistas experimentados han tratado la afección sin realizar pruebas diagnósticas formales. Sin embargo, médicos de los Países Bajos y Australia han validado un protocolo de diagnóstico específico que utiliza manometría esofágica de alta resolución que es muy precisa para obtener un diagnóstico concluyente de R-CPD.

## Tratamientos
El tratamiento de elección es la inyección de toxina botulínica en el músculo cricofaríngeo. El efecto de la toxina botulínica es debilitar o paralizar temporalmente el músculo. Las tasas de éxito informadas para inducir la capacidad de eructar son extremadamente altas y oscilan entre el 88 y el 92 %. El efecto del botox se retrasa tres días en promedio y la mayoría de los pacientes con resultados exitosos informan la capacidad de eructar al quinto día después del procedimiento. Para la mayoría, el efecto durará más allá de los primeros tres a seis meses del efecto directo del Botox y, con frecuencia, es una cura de por vida. Un pequeño porcentaje de pacientes requerirá una inyección posterior de Botox para obtener resultados duraderos. Una alternativa si la inyección no tiene éxito es realizar una miotomía cricofaríngea parcial.

### Método de inyección
Actualmente, hay tres métodos descritos mediante los cuales se puede realizar la inyección de Botox cricofaríngeo:
1. El abordaje más comúnmente realizado es la inyección a través de un laringoscopio directo (rígido), bajo anestesia general. Esta es la técnica preferida por la mayoría de los cirujanos otorrinolaringólogos.
2. El gastroenterólogo australiano Dr. Santosh Sanagapalli fue pionero en una técnica de inyección mediante endoscopia gastrointestinal flexible. Esta técnica parece tener tasas de éxito equivalentemente altas,[20] aunque tiene ventajas potenciales dado que evita los riesgos asociados con los endoscopios rígidos y la anestesia general.
3. La inyección también se puede realizar mediante un abordaje percutáneo (directamente a través de la piel). Si bien las tasas de éxito son notablemente más bajas, la inyección percutánea tiene la ventaja de poder realizarse como un procedimiento en el consultorio bajo anestesia local.[21]

### Efectos secundarios del tratamiento
Al estar relacionado con el efecto temporal de la toxina botulínica, los efectos secundarios también son temporales y generalmente se resuelven sin tratamiento. El efecto secundario más común es la dificultad para tragar, que a menudo requiere una modificación temporal de la dieta y un estilo de alimentación alterado. Los efectos secundarios menos comunes incluyen dolor de garganta, dificultad para respirar al hacer esfuerzo, cambio de voz y reflujo/regurgitación. Los efectos secundarios parecen ser similares sin importar qué técnica de inyección se utilice.